# Tübinger Dreieck

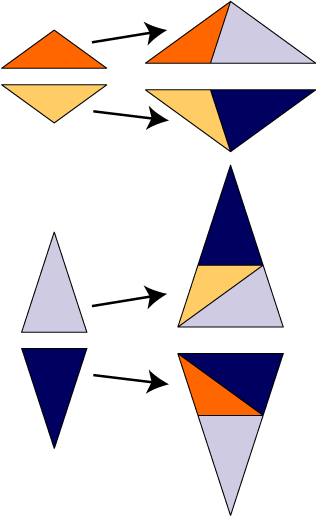
Tübinger Dreieck

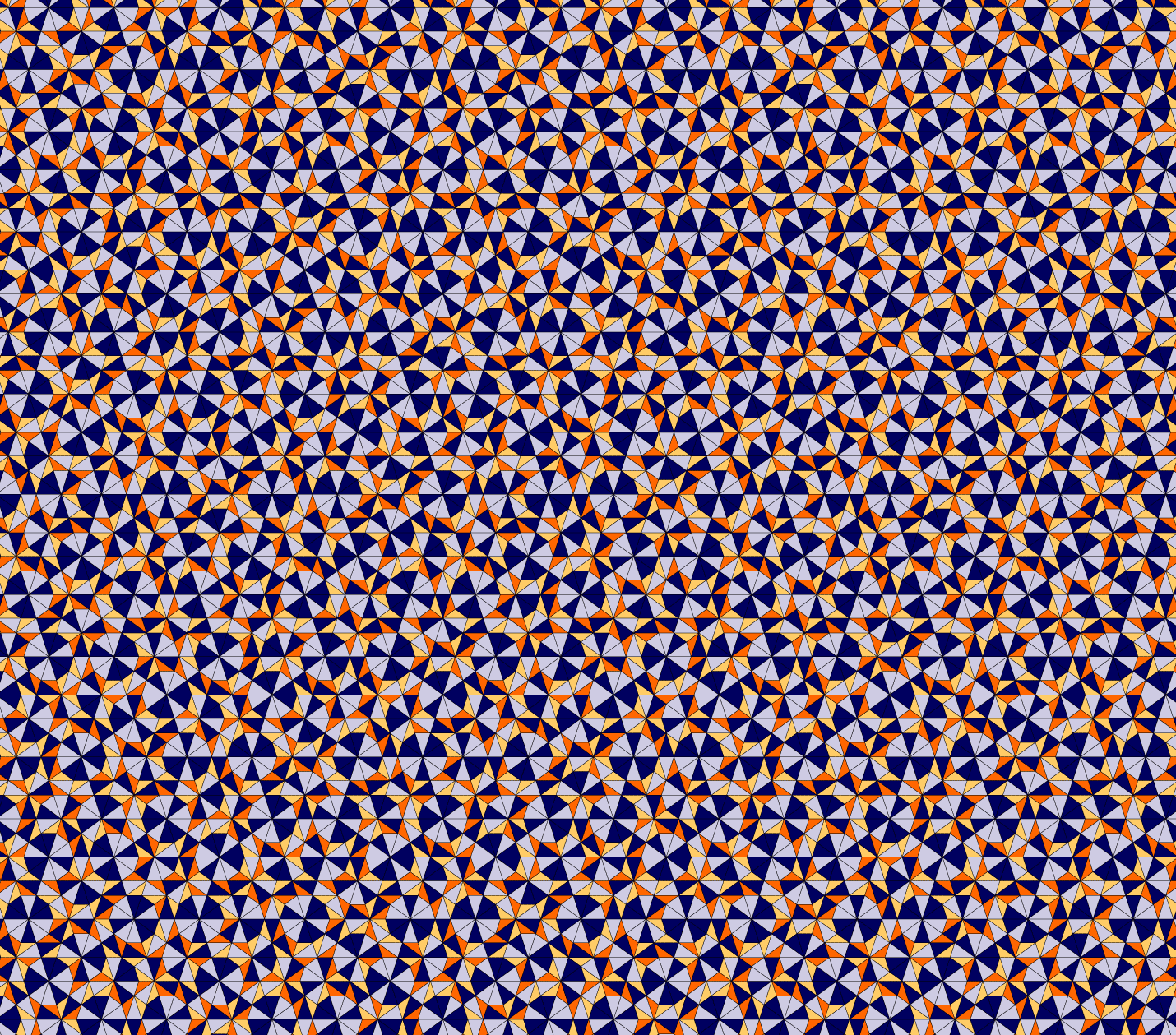
Tübinger Dreiecke

Das Tübinger Dreieck ist neben der Penrose-Rauten-Parkettierung und deren Variationen ein klassischer Kandidat, um Quasikristalle fünffach oder zehnfach zu modellieren.
Der Inflationsfaktor ist, wie im Falle der Penrose-Raute, der Goldene Schnitt: {\displaystyle \Phi ={\tfrac {a}{b}}={\tfrac {1+{\sqrt {5}}}{2}}\approx 1{,}618.}
Die Prototeilungen sind Robinson-Dreiecke, aber ihre Teilungen sind anders als bei den Penrose-Rauten: Die Penrose-Rauten lassen sich von den Tübinger Dreiecken ableiten. Die Tübinger Dreiecke wurden von einer Gruppe von Tübinger Wissenschaftlern entdeckt und studiert. Daher stammt ihr Name. Da die Prototeilungen spiegelsymmetrisch aufgebaut sind, aber ihre Substitutionen nicht, muss man rechtshändige und linkshändige Versionen unterscheiden. Dies wird durch die Farben der Substitutionsregelung in den Bildern dargestellt.